# Paris-Roubaix 1929
Paris-Roubaix din 1929 a fost a 30-a ediție a Paris-Roubaix, o cursă clasică de ciclism de o zi din Franța. Evenimentul a avut loc pe 31 martie 1929 și s-a desfășurat pe o distanță de 260 de kilometri de la Paris până la velodromul din Roubaix. Câștigătorul a fost Charles Meunier din Belgia.

## Rezultate
| Loc | Ciclist                  | Timp       |
| --- | ------------------------ | ---------- |
| 1   | Charles Meunier (BEL)    | 8h 54' 50" |
| 2   | Georges Ronsse (BEL)     | +0' 00"    |
| 3   | Aimé Déolet (BEL)        | +0' 00"    |
| 4   | Armand Van Bruaene (BEL) | +3' 19"    |
| 5   | Gaston Rebry (BEL)       | +3' 19"    |